# Колориметричні методи аналізу вод
Колориметричні методи аналізу вод (рос. колориметрические методы анализа вод, англ. colorimetric methods of analysis of waters, нім. kolorimetrische Wasseranalyseverfahren n) — методи, котрі базуються на переведенні компоненту, що визначається, у кольорову сполуку та встановленні її концентрації за:
- інтенсивністю або відтінком забарвлення (візуальний метод);
- світлопоглинанням розчину (фотоколориметричний метод).

Чутливість К.м.а.в. для різних елементів становить 0,1 — 200 мкг/л.